# Munkáltató
A munkáltató (más néven munkaadó) a munkavállaló mellett a munkaviszony másik alanya. Munkáltató az a jogképes személy, aki munkaszerződés alapján munkavállalót foglalkoztat. A munkáltató tehát - a munkavállalóval ellentétben - nemcsak természetes személy lehet.
A munkavállaló a munkáltatóval munkaviszonyban áll. A közszolgálati jogviszony alanyai a munkáltató és a közszolgálati tisztviselő.

## A munkáltatói jogok
A munkáltatók egyértelműen kijelölik azokat a személyeket, akik nevükben a munkáltatói jogokat gyakorolhatják.